# Bush tucker

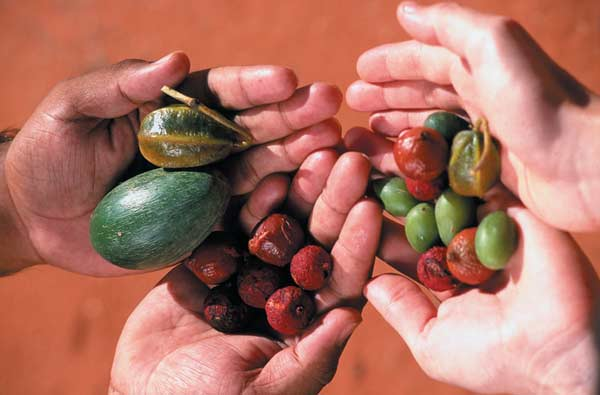
De la nourriture de brousse (Bush tucker) récoltée à

Bush tucker, également appelé nourriture de brousse, désigne tout aliment originaire du bush australien et utilisé comme nourriture par les Australiens autochtones, les peuples aborigènes et insulaires du détroit de Torres, mais il peut également décrire toute flore ou faune indigène utilisée à des fins culinaires ou médicinales, quel que soit le continent ou culture.

## Histoire

### Utilisation par les Aborigènes

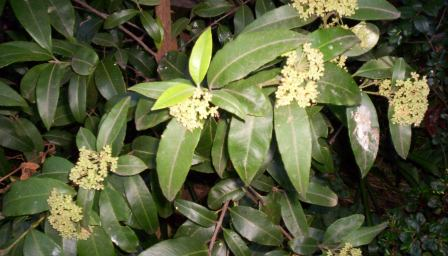
Myrte citronné (feuilles et fleurs). Les Aborigènes d'Australie l'ont longtemps utilisé à la fois pour son parfum et pour ses arômes culinaires.

Les aborigènes australiens ont mangé des aliments d'origine animale et végétale pendant environ 60 000 ans d'habitation humaine sur le continent australien, en utilisant diverses méthodes traditionnelles de transformation et de cuisson,. On estime que 5 000 espèces d'aliments indigènes étaient utilisées par les peuples autochtones. Beaucoup de ces aliments consommés crus étant dangereux ou désagréables au goût, une variété de méthodes ont été utilisées pour rendre les divers aliments comestibles, comme la cuisson sur des feux ouverts ou l'ébullition dans des récipients en écorce. Ils pilaient les légumes et les graines, ou les suspendaient dans des sacs sous l'eau courante.

### Période coloniale

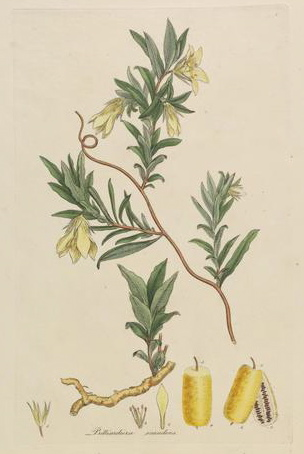
Billardiera scandens, considéré comme "presque le seul fruit sauvage comestible du pays" par le botaniste britannique James Edward Smith

la nourriture de brousse a fourni une source de nutrition aux colons coloniaux non indigènes, complétant souvent leurs maigres rations. Cependant, les aliments de brousse étaient souvent considérés comme inférieurs par les colons peu familiers avec les ingrédients alimentaires de la nouvelle terre, préférant généralement les aliments familiers de leur pays d'origine,,.
Dans les zones les plus densément colonisées du sud-est de l'Australie, l'introduction d'aliments non indigènes chez les aborigènes a entraîné un abandon presque complet des aliments indigènes par ceux-ci. Cet impact sur les aliments traditionnels a été encore accentué par la perte des terres traditionnelles, qui a entraîné un accès réduit aux aliments indigènes par les peuples autochtones et la destruction de l'habitat indigène pour l'agriculture.
Le botaniste anglais du 10e siècle, Joseph Dalton Hooker, écrivant sur les plantes australiennes dans Flora of Tasmania, a fait remarquer que bien que « mangeables », elles ne sont pas « bonnes à manger ». En 1889, le botaniste Joseph Maiden a réitéré ce sentiment avec le commentaire sur les plantes alimentaires indigènes "rien à vanter comme comestibles". La première monographie publiée sur la flore d'Australie signalait le manque de plantes comestibles sur la première page, où elle présentait Billardiera scandens comme "... presque le seul fruit sauvage comestible du pays".

### Utilisation moderne

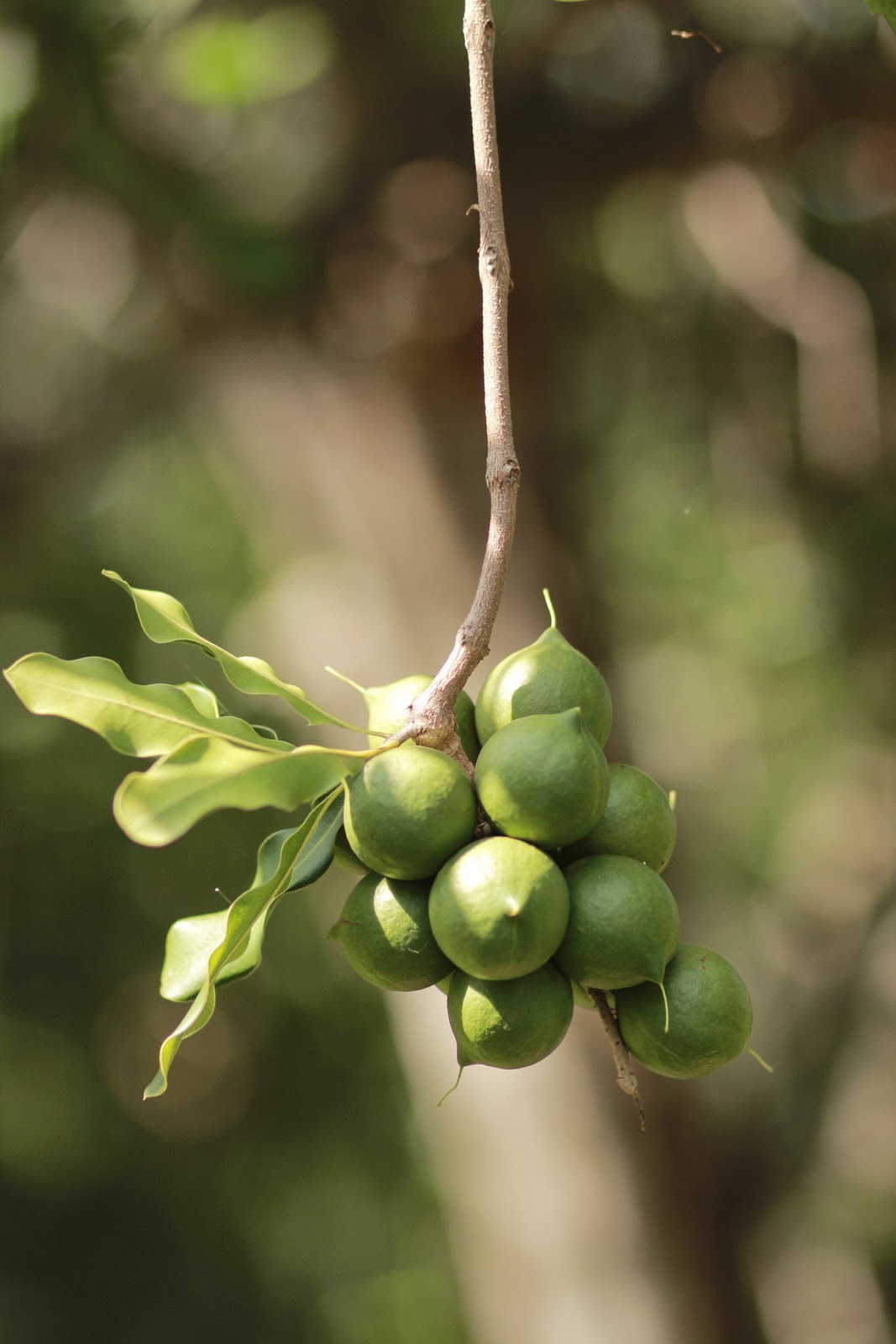
Noix de macadamia sur l'arbre

Hormis la noix de macadamia, la première plantation commerciale à petite échelle plantée en Australie dans les années 1880, aucune plante alimentaire indigène n'est produite commercialement avant les années 1990. Hawaï est l'endroit où la macadamia est commercialement développée dans sa plus grande mesure, à partir de stocks importés d'Australie.
À partir des années 1970, les Australiens non autochtones commencent à reconnaître les aliments australiens indigènes auparavant négligés. Des manuels tels que Wildfoods in Australia (1981) du couple de botanistes Alan (en) et Joan Cribb sont populaires. À la fin des années 1970, les horticulteurs commencent à utiliser les plantes alimentaires indigènes à des fins commerciales et de culture.

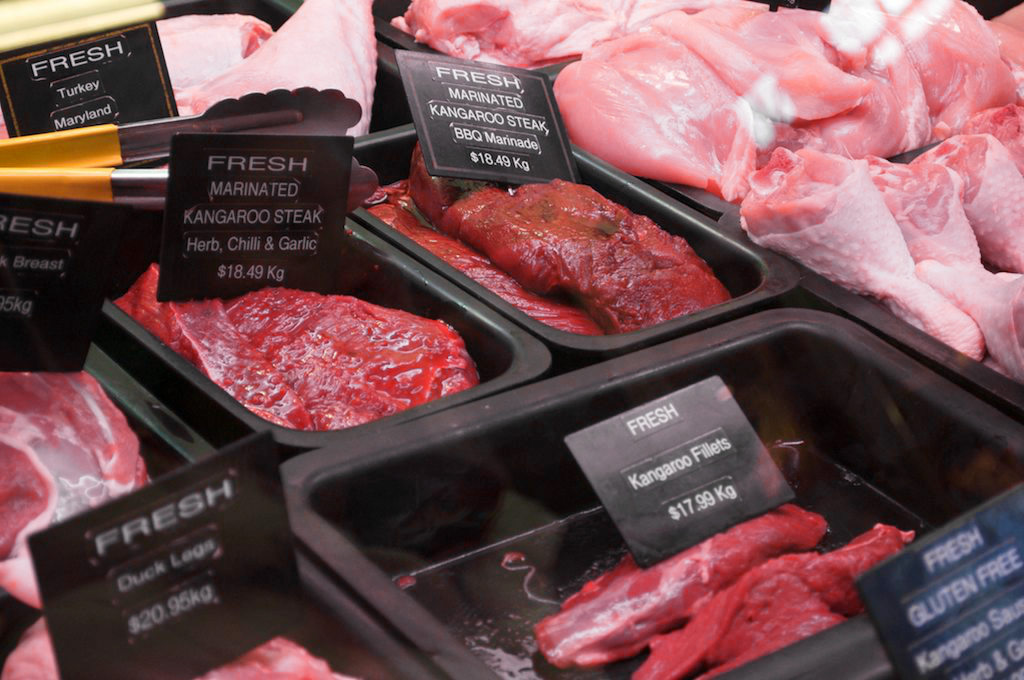
Viande de kangourou mise en vente au à Melbourne.

En 1980, l'Australie-Méridionale légalise la vente de viande de kangourou pour la consommation humaine, et on la trouve maintenant couramment dans les supermarchés. La viande est appréciée pour sa valeur nutritionnelle en tant que viande maigre. Des analyses nutritionnelles montrent qu'une variété d'aliments de brousse sont exceptionnellement nutritifs,.
Au milieu des années 1980, plusieurs restaurants de Sydney commencent à utiliser des ingrédients australiens indigènes dans des recettes plus familières aux goûts non autochtones, offrant la première opportunité aux Australiens non autochtones d'essayer des aliments de brousse à un niveau gastronomique. Les australiens réalisent alors que de nombreuses plantes alimentaires indigènes fortement aromatisées ont des qualités semblables à celles des épices.

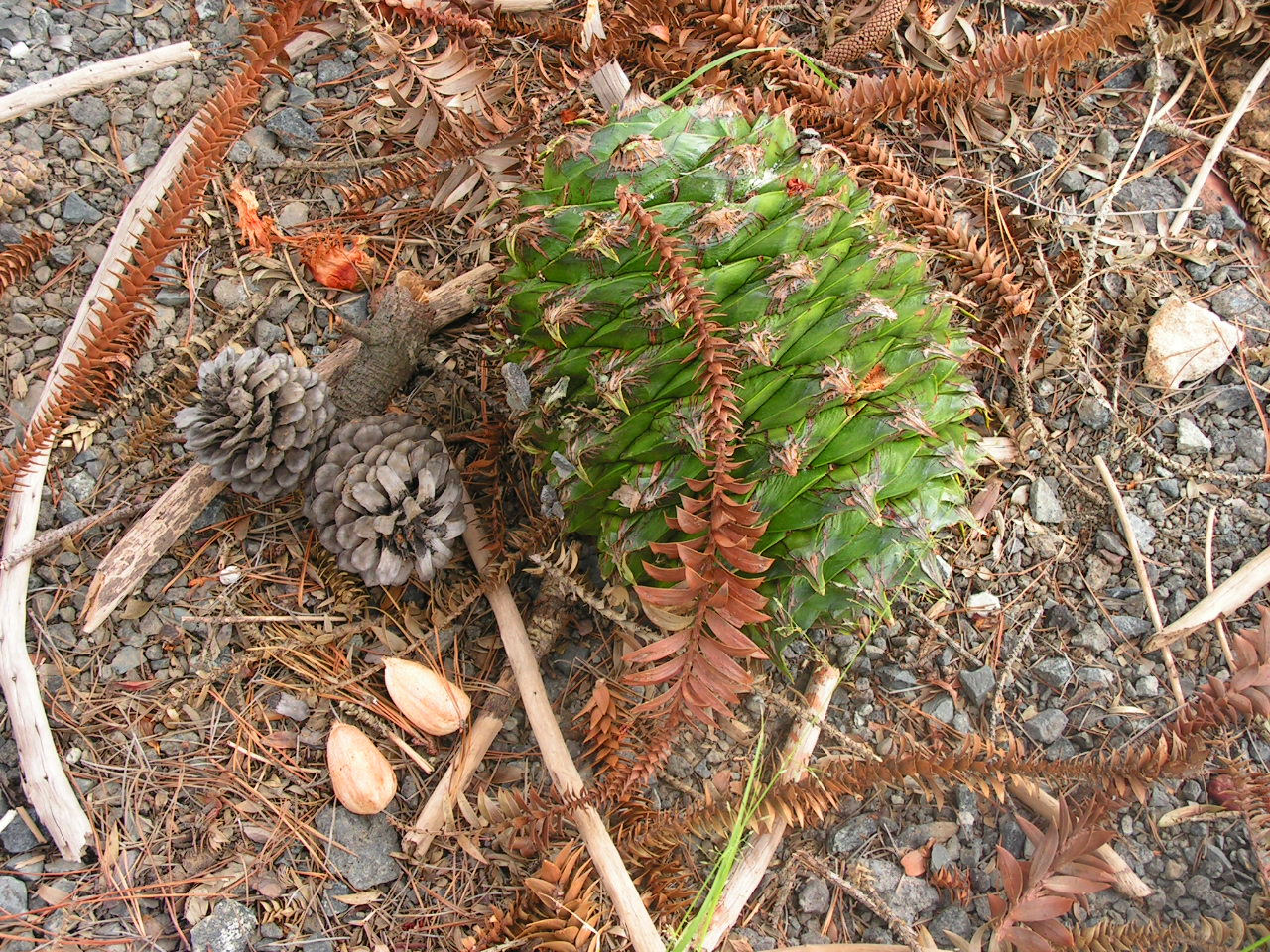
Pomme de pin et noix de bunya-bunya, la noix était mangée cru et cuite par les aborigènes.

À la suite de programmes télévisés populaires, le "bush tucker", a connu un regain d'intérêt à la fin des années 1980 et plusieurs livres sont publiés tels que Bushfood: Aboriginal Food and Herbal Medicine de Jennifer Isaacs, The Bushfood Handbook and Uniquely Australian de Vic Cherikoff (en), et Wild Food Plants of Australie par Tim Low (en).
Un avantage de la culture des aliments indigènes est qu'ils sont bien adaptés à l'environnement australien, en particulier aux températures et conditions extrêmes, ils sont écologiquement sains. Les ingrédients du bush tucker étaient initialement récoltés dans la nature, mais les sources cultivées sont devenues de plus en plus importantes pour fournir des approvisionnements durables à un marché en pleine croissance, certaines communautés autochtones étant également impliquées dans la chaîne d'approvisionnement. Cependant, bien que l'industrie soit fondée sur la connaissance autochtone des plantes, la participation autochtone à la vente commerciale de nourriture de brousse est actuellement encore marginale, et principalement à l'extrémité de l'approvisionnement des chaînes. Des organisations s'efforcent d'accroître la participation des autochtones au marché de la nourriture de brousse.

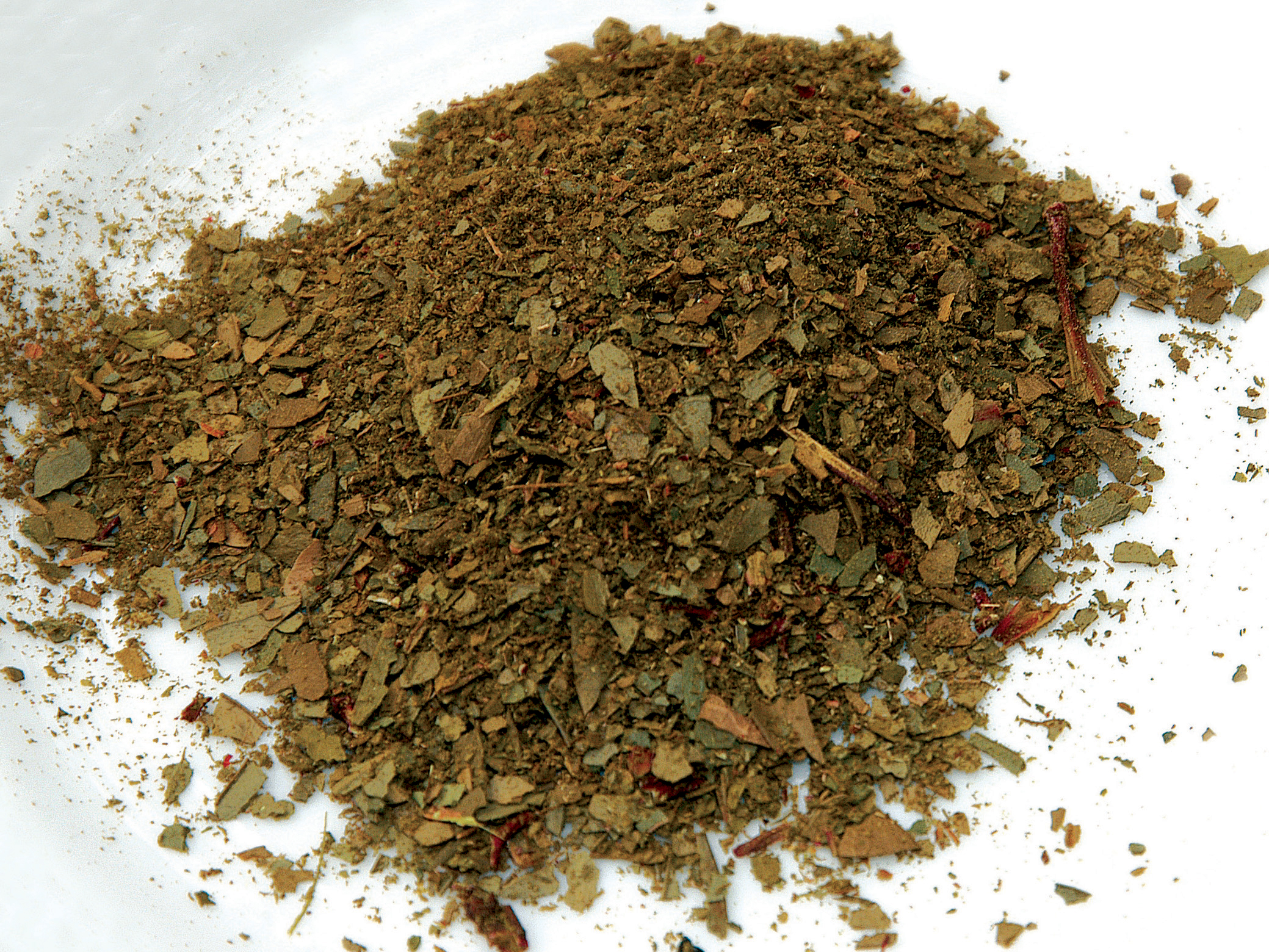
Poivre de Tasmanie, une fois séché et écrasé

Au 21e siècle, de nombreux restaurants servent de l'émeu, du crocodile, des cherax et des anguilles d'origine locale, et utilisent des épices indigènes pour la saveur. Des producteurs ont vu le jour à travers le pays pour desservir les nouveaux marchés, notamment le poivre de Tasmanie, les élevages d'anguilles de Victoria et les plantations d'Australie-Méridionale de quandongs, de tomates de brousse (en) et d'agrumes indigènes. En 2016, le chef René Redzepi ouvre un restaurant éphémère Noma à Sydney et utilise des ingrédient provenant du bush tucker. Ce restaurant a une influence particulière sur d'autres restaurants qui utilisent ensuite davantage ce type d'aliments,,.

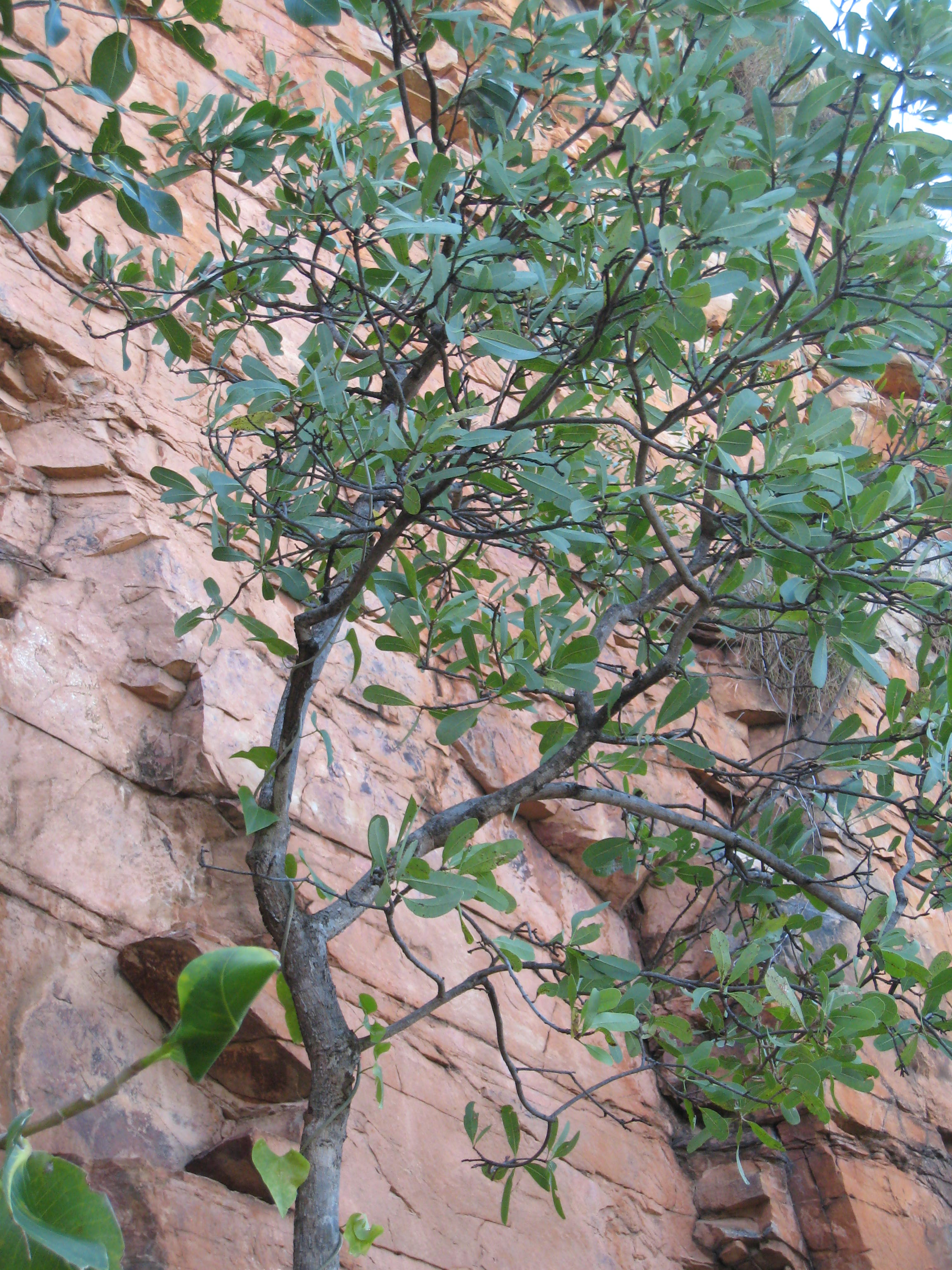
l'arbre Buchanania obovata dont les fruits sont étudiés pour leur qualité nutritionnelle

En 2020, des chercheurs de l'Université du Queensland ont fait des recherches sur un fruit originaire de la Terre d'Arnhem dans le Territoire du Nord, appelé Buchanania obovata (en), connu aussi sous le nom de prune verte. Consommée depuis plus de 53 000 ans mais auparavant peu connue des non-Autochtones, les scientifiques ont appris l'existence de la prune auprès des habitants de la communauté éloignée de Yirrkala. Le fruit est récolté quelque temps après les récoltes de prunes de Kakadu. L'analyse nutritionnelle a montré des niveaux élevés de protéines, de fibres alimentaires et de minéraux comme le potassium, le phosphore et le  magnésium. De plus, le niveau de folate est parmi les plus élevés des fruits disponibles dans le commerce. Son potentiel en tant que culture commerciale pour les communautés autochtones est à l'étude.

### Dans les médias
Les émissions de télévision ont largement utilisé le thème du bush tucker. Malcolm Douglas (en) est l'un des premiers présentateurs à montrer comment « vivre de la terre » dans l'Outback australien dès 1969. Le major Les Hiddins (en), un soldat à la retraite de l'armée australienne, a popularisé l'idée du bush tucker en tant que ressource alimentaire intéressante. Il a présenté une série télévisée à succès intitulée The Bush Tucker Man sur le réseau de télévision ABC à la fin des années 1980. Il a identifié les aliments qui pourraient soutenir ou augmenter les forces de l'armée de réserve NORFORCE dans le nord de l'Outback australien.

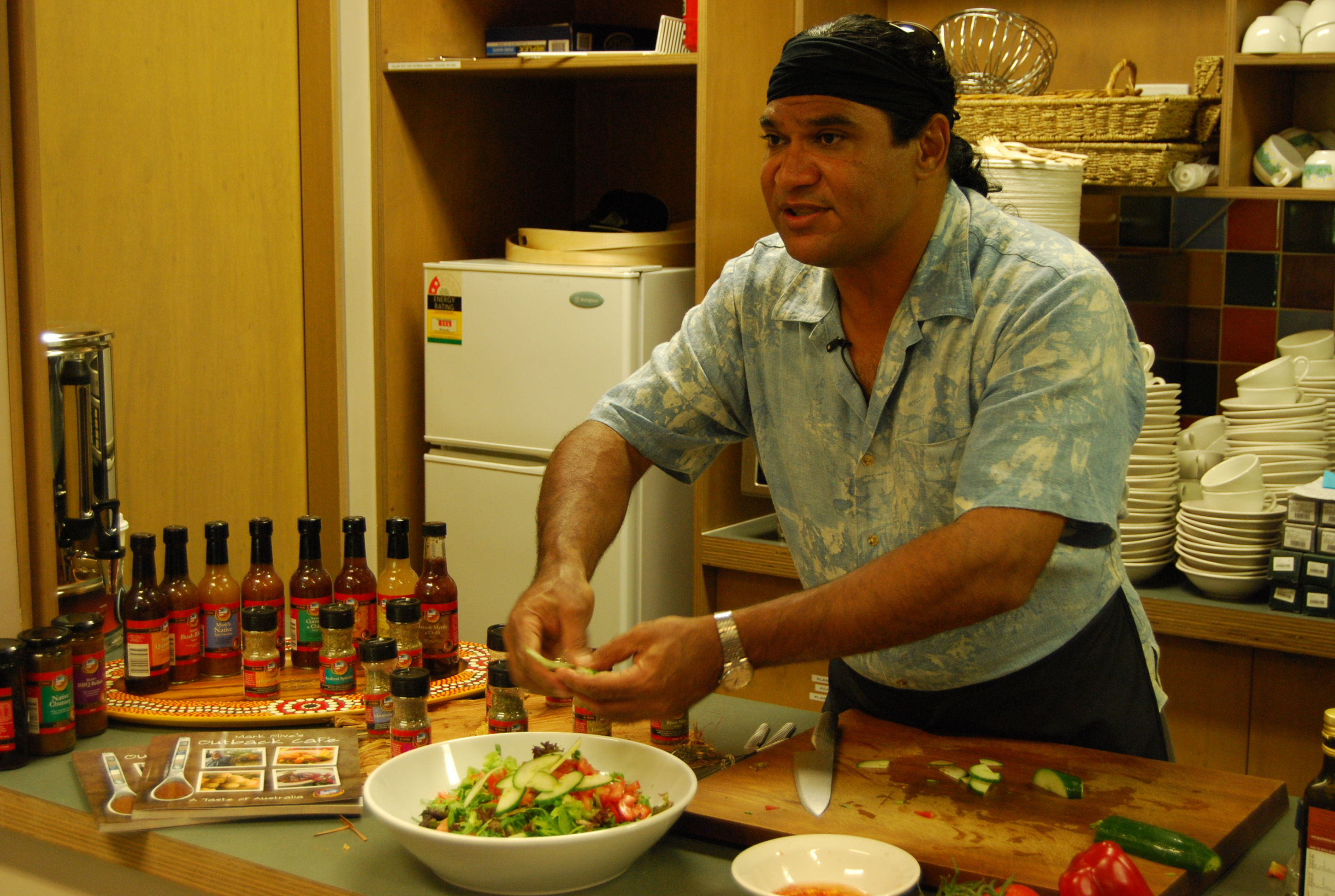
, un chef aborigène prépare des aliments du bush australien à Melbourne en 2008

Au début de 2003, la première émission de cuisine mettant en vedette des plats australiens authentiques, appelée Dining Downunder est  produite par Vic Cherikoff (en). La chaine Special Broadcasting Service produit ensuite l'émission Message Stick avec le chef aborigène Mark Olive (en).

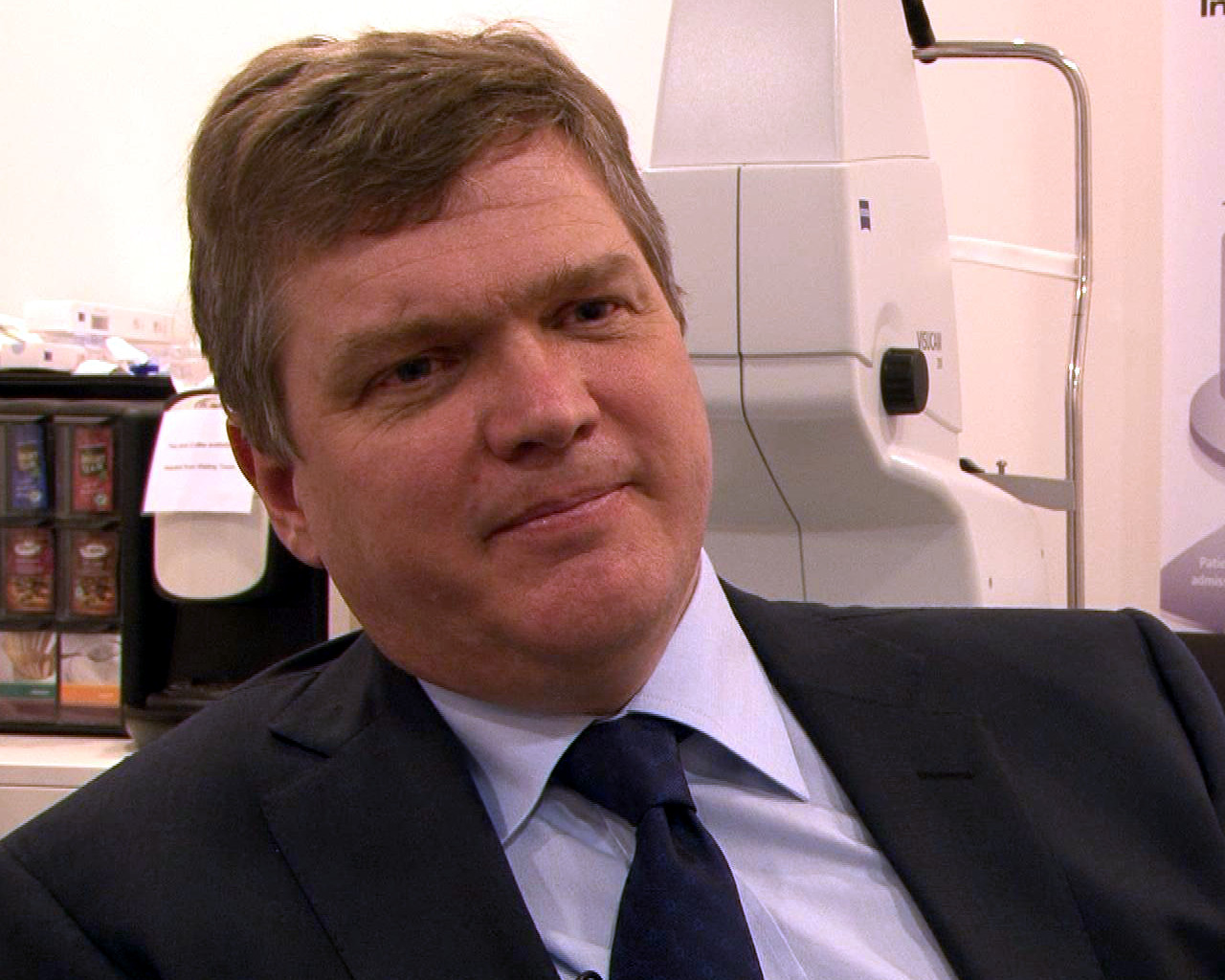
Ray Mears qui a réalisé Ray Mears Goes Walkabout, en 2013

En 2008, Ray Mears réalise une série télévisée de survie intitulée Ray Mears Goes Walkabout, qui se concentre sur l'histoire de la survie en Australie avec un accent[Quoi ?] sur le bush tucker. Dans la série, Les Hiddins était invité dans un épisode, les deux hommes partageant leurs connaissances et discutant de divers aspects du bush tucker .
Dans la série télévisée de survie Survivorman, l'animateur et narrateur Les Stroud a passé du temps dans l'arrière-pays australien. Après avoir réussi à trouver et à manger une larve de witchetty, il en trouve beaucoup d'autres et les fait cuire, déclarant qu'elles étaient bien meilleures cuites.
La série documentaire de SBS Food Safari (en) a présenté le Bush Tucker dans un épisode diffusé en 2013,.

## Types d'aliments consommés

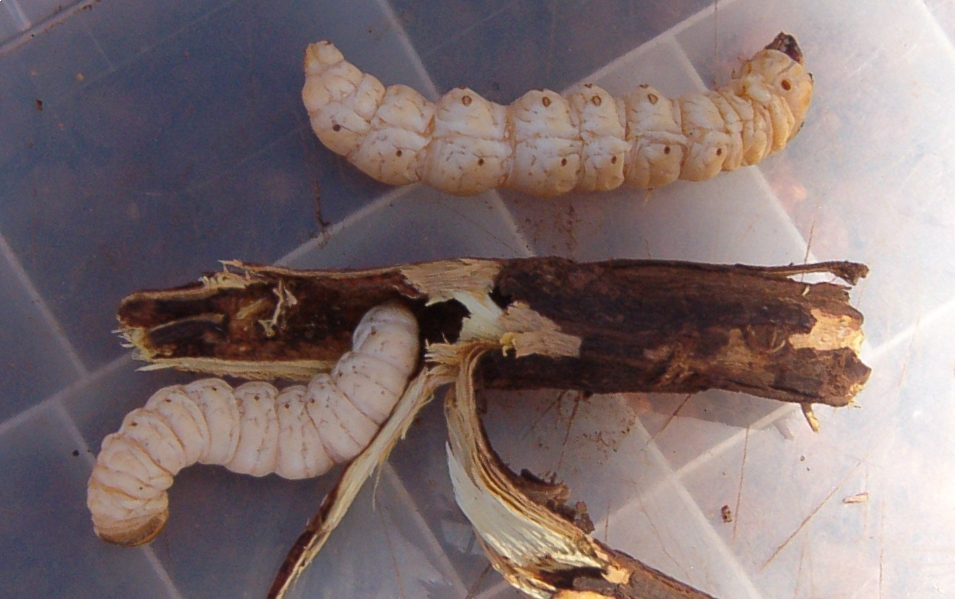
larves du witchetty

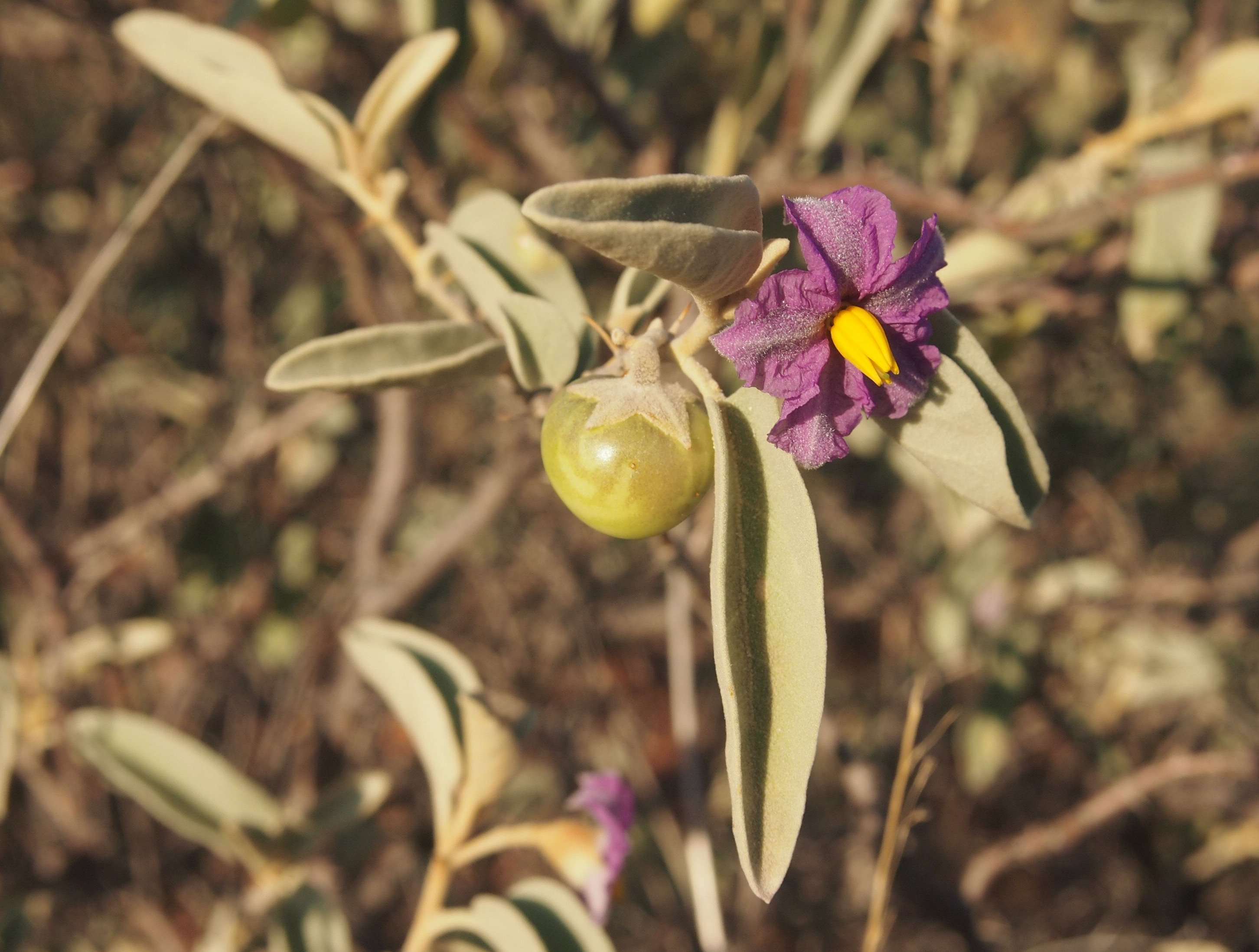
tomate de brousse

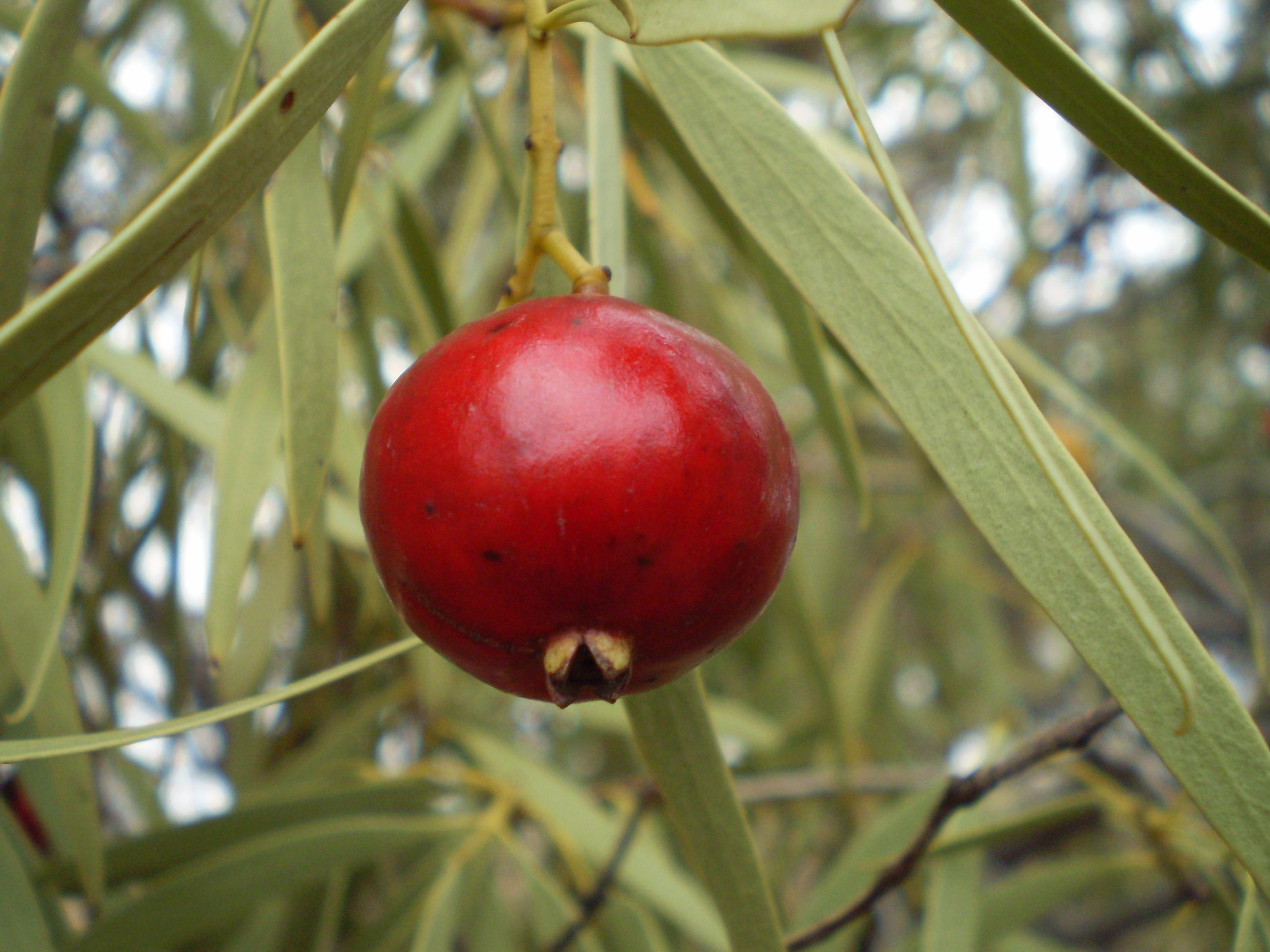
quandong

Les aliments d'origine animale comprennent le kangourou, l'émeu, les larves du witchetty et le crocodile. Certains animaux comme les kangourous, étaient cuits dans leur propre peau et d'autres comme les tortues, étaient cuits dans leur propre carapace.
Les poissons et fruits de mer sont également des aliments de bases des communautés côtières australiennes.
Les végétaux indigènes australiens comprennent notamment les fruits du quandong, de la Solanum centrale, du Kunzea pomifera, du Syzygium luehmannii, la prune de Davidson et le citron vert.
Les épices indigènes comprennent le myrte citronné, le  poivre des montagnes et la prune de kakadu. Diverses ignames indigènes sont appréciées comme nourriture et la tétragone cornue est un légume-feuille populaire.
Les noix comprennent la noix de bunya et la plante de brousse la plus identifiable récoltée et vendue en quantité commerciale à grande échelle est la noix de macadamia. Les connaissances sur les utilisations autochtones des champignons sont maigres, mais la fistuline hépatique et le champignon Laccocephalum mylittae (en), aussi nommé "pain indigène", étaient certainement consommés.
Les graines toxiques, telles que Cycas media et la châtaigne de Moreton Bay, sont traitées pour éliminer les toxines et les rendre sans danger pour la consommation. De nombreux aliments sont également cuits dans les braises chaudes du feu de camp ou cuits pendant plusieurs heures dans des fours enterrés. L'écorce de l'espèce Melaleuca, est largement utilisée pour emballer les aliments placés dans des fours au sol. Le pain de brousse comme le Johnny cake était fabriqué par des hommes utilisant de nombreux types de graines, de noix et de maïs pour transformer une farine ou une pâte.